# Elvira de Toro
Elvira de Toro (1038–15 de noviembre de 1099) era la infanta de León, la hija del rey Fernando I de León y de Sancha de León, y hermana de Sancho II de Castilla, de Alfonso VI de León, de García de Galicia y de Urraca de Zamora. Era nieta por parte paterna de Sancho III el Mayor, rey de Pamplona, y de su esposa, la reina Muniadona de Castilla. Por parte materna eran sus abuelos Alfonso V de León, rey de León, y su esposa, la reina Elvira Menéndez.

## Biografía
En 1063 su padre convocó una Curia Regia para dar a conocer sus disposiciones testamentarias en las cuales, siguiendo la ley navarra, decidió repartir su patrimonio entre sus hijos, correspondiéndole a la infanta Elvira la ciudad de Toro, situada en la actual provincia de Zamora.
La infanta otorgó testamento estando enferma en su villa de Tábara el 11 de noviembre de 1099, cuatro días antes de fallecer. Entre las disposiciones testamentarias, a su hermana Urraca le dejó su heredad de San Pelayo, San Isidoro y Covarrubias. A su sobrina nieta Sancha Raimúndez, hija de la reina Urraca I de León, le legó Tábara, Wamba y otras heredades. También hizo donaciones a varios monasterios e iglesias.  Aunque antiguos genealogistas afirmaban que la infanta Elvira se había casado, unos diciendo que fue con el conde García Ordóñez, y otros con un tal Sancho Fernández de quien había tenido un hijo llamado Fernando Iohannes (Ibáñez), la infanta no menciona a ningún marido o hijos en su testamento. El rey Alfonso VI, un par de meses después de la muerte de su hermana, confirmó el 16 de enero de 1100 a la Catedral de Santiago de Compostela la donación que había hecho Elvira a dicha iglesia del monasterio de Piloño.

## Sepultura

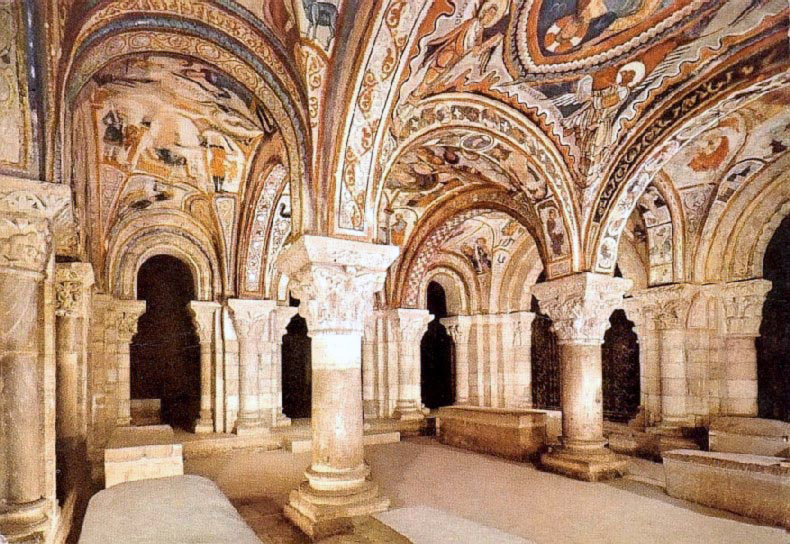
Panteón San Isidoro León

Después de su fallecimiento, el cadáver de la infanta Elvira fue sepultado en el Panteón de Reyes de San Isidoro de León, donde habían recibido sepultura sus padres y algunos de sus hermanos. Sobre la tapa del sepulcro en el que descansaban los restos de la infanta Elvira fue esculpido el siguiente epitafio latino:

H. RE. DOMNA GELOIRA, FILIA REGIS MAGNI FERDINANDI. VAS FIDEI, DECUS HESPERIAE TEMPLUM PIETATIS. VIRTUS JUSTITIAE SIDUS, HONOR PATRIAE. HEU QUINDENA DIES MENSIS, GELOIRA, NOVEMBRIS EXILIUM MULTIS, TE MORIENTE FUIT. ANNIS MILE VIIII CXXX PERACTIS TE TUA MORS RAPUIT, SPES MISEROS LATUIT.